# Герб Лисичанська
Герб Лисича́нська — офіційний геральдичний символ міста Лисичанська, затверджений рішенням 16-ї сесії Лисичанської міської ради народних депутатів 21-го скликання від 9 червня 1993 року. Він являє собою щит, обрамлений чорною стрічкою, у верхній частині якої розташований надпис «Лисичанськ»; забарвлений в рівних вертикальних пропорціях кольорами прапора міста із зображенням на середній смузі золотого лиса, обернутим уліво, який сидить на чорній брилі вугілля. У нижній частині на чорній стрічці напис «1710». Щит обрамлений декоративним картушем. Герб є промовистим.

## Історія

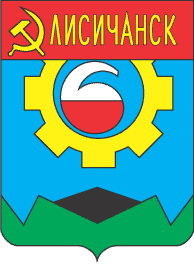

27 травня 1971 року рішенням виконкому Ворошиловградського міської Ради народних депутатів був затверджений герб за проєктом В. Моргуна і В. Кочетова, який, однак, виконаний не за правилами геральдики.
«У лазуровому щиті з зеленою ламаною базою — частина золотої шестерні, у яку вписана срібна реторта з червоним розчином. Над базою — чорний терикон. Лазурова глава обтяжена золотими серпом із молотом і назвою міста російською мовою. Край символізує Лисячу балку, біля якої виникло поселення. Терикон — знак того, що саме тут в 1710 р. була закладена перша шахта, що дала початок місту. Реторта — символ хімічної промисловості, шестірня — знак машинобудування».
7 серпня 1992 року виконавчий комітет Лисичанської міської ради народних депутатів, розглянувши пропозиції головного архітектора міста Миколи Ломака про проведення конкурсу на герб, прапор, гімн Лисичанська, своїм рішенням № 260 оголосив про такий конкурс, а також затвердив склад журі, програму та умови конкурсу. До складу журі ввійшли голова Лисичанського міськвиконкому В. Лобач, головний архітектор міста Лисичанська М. Ломако, начальник головного управління архітектури та містобудівництва обласної адміністрації М. Поздняков, завідувачка відділу культури Лисичанського виконкому О. Козакова, начальник майстерні Лисичанського комплексного відділу ДПІ «Луганськгражданпроєкт» А. Семенченко, головний архітектор ДПІ «Луганськгражданпроєкт» А. Джунь та архітектор і художник-геральдист В. Водолазський.
Навесні 1993 року журі конкурсу визнало переможцем проєкт Валерія Токарєва, художника з Сєвєродонецька. А 9 червня 1993 року рішенням 16-ї сесії Лисичанської міської ради народних депутатів 21-го скликання герб, разом із прапором, затверджений головним геральдичним символом міста. 
Герб можна встановлювати на центральній площі, на дорогах в адміністративних будівлях промислових підприємств, організацій та установ, а також як символіку на громадському транспорті. Також можна виготовляти як виріб у вигляді сувенірів, значків та вимпелів із дозволу виконавчого комітету міської ради.